# Laufferia chloronata
Laufferia chloronata är en insektsart som först beskrevs av Bolívar, I. 1889.  Laufferia chloronata ingår i släktet Laufferia och familjen Pyrgomorphidae. Inga underarter finns listade i Catalogue of Life.